# Manuel Puig
Pour les articles homonymes, voir Puig.
Œuvres principales
- Le Plus Beau Tango du monde (1969)
- Le Baiser de la femme araignée (1976)

Manuel Puig, né le 28 décembre 1932 à General Villegas (Argentine) et mort le 22 juillet 1990 à Cuernavaca (Mexique), est un romancier, nouvelliste, dramaturge et scénariste argentin. Il est notamment connu pour ses romans Le Plus Beau Tango du monde (Boquitas pintadas, 1969) et surtout Le Baiser de la femme araignée (El beso de la mujer araña, 1976).

## Biographie
Alors que le jeune Puig n'a que quatre ans, sa mère lui fait découvrir le cinéma, seule distraction dans la petite ville de la pampa où ils vivent. Après avoir vu le film Quai des Orfèvres, il veut devenir réalisateur de cinéma. En 1946, il se rend à Buenos Aires afin de poursuivre sa scolarité où il suit des cours de français, italien et allemand. En 1950, il s'inscrit à la faculté d'architecture de l'université de Buenos Aires qu'il ne fréquente que six mois avant de suivre, à partir de 1951, des cours aux facultés de philosophie et de lettres. Après l'obtention d'un diplôme, il fait son service militaire obligatoire en 1953, comme traducteur dans le domaine de l'aéronautique, puis devient archiviste de films à Buenos Aires. Une bourse lui permet, en 1956, d'étudier le cinéma à Rome, puis il enseigne l'espagnol à Londres et à Stockholm. 
Il commence à écrire des scénarios pour le cinéma, puis met en chantier son premier roman, à New York, en 1963. Juan Goytisolo envoie La Trahison de Rita Hayworth (La traición de Rita Hayworth) au concours Seix Barral, que le roman remporte. Le titre révèle déjà l'utilisation du cinéma et de la culture populaire dans ses romans, une des constantes de son œuvre.
Manuel Puig poursuit sa carrière de romancier avec succès, mais subissant des pressions de la censure argentine, il s'installe au Mexique dans les années 1970. Il peut ainsi aborder librement le sujet de l'homosexualité dans son roman le plus connu Le Baiser de la femme araignée (El beso de la mujer araña, 1976), à travers l'histoire de deux prisonniers - Valentin, guérillero marxiste, et Molina, un homosexuel fan de cinéma hollywoodien - victimes de la répression politique, en Argentine, lors du putsch militaire de 1976. Le roman est adapté dans le film brésilien d'Hector Babenco Le Baiser de la femme araignée (1985) qui vaut à William Hurt l'Oscar du meilleur acteur pour son interprétation du rôle de Molina) : le film jouera un rôle important dans la popularité du roman à l'étranger.
Puig publie encore quelques romans, dont Pubis angelical (1979) et Tombe la nuit tropicale (Cae la noche tropical, 1982), qui prouvent sa grande maîtrise de l'art du dialogue.
En 1981, il s'installe à Rio de Janeiro. Il retourne en 1989 à Cuernavaca, au Mexique, avec sa mère, où il meurt à 57 ans d'une crise cardiaque à la suite d'une opération.
Il est également l'auteur de plusieurs pièces de théâtre et du recueil de nouvelles Los ojos de Greta Garbo (1993), publié de façon posthume.

## Œuvres

### Romans
- La traición de Rita Hayworth (1968) Publié en français sous le titre La Trahison de Rita Hayworth, traduit par Laure Guille-Bataillon, Paris, Gallimard, coll. « Du monde entier », 1969 (BNF 41675813)
- Boquitas pintadas (1969) Publié en français sous le titre Le Plus Beau Tango du monde, traduit par Laure Guille-Bataillon, Paris, Denoël, coll. « Les Lettres nouvelles », 1972 (BNF 35233231) ; réédition, Paris, Gallimard, coll. « L’Imaginaire » no 190, 1987  (ISBN 2-07-071155-2)
- The Buenos Aires Affair (1973) Publié en français sous le titre Les Mystères de Buenos Aires, traduit par Didier Coste, Paris, Seuil, 1975 (BNF 34567599) ; réédition, Paris, coll. « Points. Roman » no 336, 1989  (ISBN 2-02-010612-4) ; réédition, Paris, Seuil, coll. « Points » no 1192, 2004  (ISBN 2-02-063896-7)
- El beso de la mujer araña (1976) Publié en français sous le titre Le Baiser de la femme araignée, traduit par Albert Bensoussan, Paris, Seuil, 1979  (ISBN 2-02-005355-1) ; réédition, Paris, coll. « Points. Roman » no 250, 1986  (ISBN 2-02-009268-9) ; réédition, Paris, Seuil, coll. « Points » no 286, 1996  (ISBN 2-02-030064-8) ; réédition, Paris, Points coll. « Signatures » no P2919, 2012  (ISBN 978-2-7578-3178-6)
- Pubis angelical (1979) Publié en français sous le titre Pubis angelical, traduit par Albert Bensoussan, Paris, Gallimard, coll. « Du monde entier », 1981 (BNF 34657150)
- Maldición eterna a quien lea estas páginas (1980) Publié en français sous le titre Malédiction éternelle à qui lira ces pages, traduit par Albert Bensoussan, Paris, Gallimard, coll. « Du monde entier », 1984  (ISBN 2-07-070091-7)
- Sangre de amor correspondido (1982) Publié en français sous le titre Sang de l’amour partagé, traduit par Albert Bensoussan, Paris, Belfond, coll. « Littératures étrangères », 1986  (ISBN 2-7144-1915-1) ; réédition, Paris, Belfond, coll. « Bibliothèque Belfond », 1991  (ISBN 2-7144-2687-5)
- Cae la noche tropical (1988) Publié en français sous le titre Tombe la nuit tropicale, traduit par Albert Bensoussan, Paris, Christian Bourgois éditeur, 1990  (ISBN 2-267-00793-2)

### Recueil de nouvelles
- Los ojos de Greta Garbo (1993)

### Théâtre
- Bajo un manto de estrellas (1983)
- El beso de la mujer araña (1983)
- La cara de villano (1985)
- Recuerdos de Tijuana (1985)

## Filmographie

### Scénarios
- 1978 : El lugar sin límites, film mexicain réalisé par Arturo Ripstein, adaptation du roman Ce lieu sans limites de José Donoso - Manuel Puig participe au scénario, mais n'est pas crédité au générique
- 1984 : El otro, film mexicain réalisé par Arturo Ripstein, scénario original signé Manuel Puig, Silvina Ocampo et Arturo Ripstein

### Adaptations cinématographiques
- 1974 : Boquitas pintadas, film argentin réalisé par Leopoldo Torre Nilsson, adaptation du roman Le Plus Beau Tango du monde, avec Alfredo Alcón
- 1982 : Pubis angelical, film argentin réalisé par Raúl de la Torre , adaptation du roman éponyme
- 1984 : Le Baiser de la femme araignée (Beijo da mulher aranha), film américano-brésilien réalisé par Héctor Babenco, adaptation du roman éponyme.

### Études sur Manuel Puig
- Milagros Ezquerro, Que raconter, c’est apprendre à mourir. Essai d’analyse de “El beso de la mujer araña”, Toulouse, Presses universitaires du Mirail, 1981
- Gérald Larrieu, Des genres qui dérangent. La transgression de Manuel Puig, Paris, L'Harmattan, 2009
- Gérald Larrieu, Il limité, elle l'imitée, Genre(s) Formes et identités génériques 2, Université Montpellier III, CERS, 2004
- Gérald Larrieu, L'Étatique mis à mâle par l'extatique. The Buenos Aires Affair de Manuel Puig, Colloque International : « L'écriture et l'extase », Paris IV, ENS, octobre 2006
- Gérald Larrieu, La traición de la mujer araña (o el nexo de Rita Hayworth) : The Manuel Puig affair, Genre(s) Formes et identités génériques 1, Université Montpellier III, CERS, 2003, 363-375
- Gérald Larrieu, Araignée ! Pourquoi pas libellule ou papillon ?, L'hybride / Lo híbrido, Cultures et littératures hispano-américaines, sous la direction de Milagros Ezquerro, les Ateliers du SAL, Paris, INDIGO & Côté-femmes éditions, 2005, 223-233
- Gérald, Larrieu, L'Hypertexte puiguien : de la loi mosaïque au meurtre du père, Le texte et ses liens, Cultures et littératures hispano-américaines, sous la direction de Milagros Ezquerro, les Ateliers du SAL, Paris, INDIGO & Côté-femmes éditions, 2006, 119-128
- Gérald, Larrieu, Inter-dit et auto-suggestion, Colloque International : Interdits & genre. Constructions, représentations et pratiques du féminin et du masculin, Université François Rabelais, Tours, mai 2009
- Roxana Páez, Manuel Puig, Del Pop a la Extrañeza, Editorial Almagesto, Buenos Aires, 1995
- Julia Romero, Puig por Puig, Imágenes de un escritor, Madrid, Iberoamericana, 2006, 450 páginas.
- Monica Zapata, L'Œuvre romanesque de Manuel Puig. Figures de l'enfermement, L’Harmattan « Recherches et Documents Amérique Latine », 1999

### Articles sur Manuel Puig
- Lionel Souquet, "Le Bilinguisme intérieur de Manuel Puig : de la langue des dominants à une langue mineure polyphonique." in LAGARDE, Christian (éd.), Écrire en situation bilingue, Université de Perpignan, Actes du colloque des 20, 21 et 22 mars 2003, volume I : communications, Collection Études, CRILAUP - Presses Universitaires de Perpignan, 2004, p. 335-346
- Lionel Souquet, « Manuel Puig : de l'écriture de la trahison à la trahison de l'écriture », colloque d'ALMOREAL : La trahison / La traición, (Angers, 19 et 20 mars 2004), Centre de Recherche Universités Angers-Le Mans-Orléans, mars 2005, p. 109-118
- Lionel Souquet, « Les Liens dangereux : réactualisation du roman épistolaire libertin dans Boquitas pintadas de Manuel Puig et Historia calamitatum de Diego Vecchio »", suivi d’un entretien avec Diego Vecchio, « Le texte et ses liens II », Université Paris-Sorbonne, Les Ateliers du Séminaire Amérique Latine, sous la direction de Milagros Ezquerro, réalisation Julien Roger, 2007, publication électronique : http://www.crimic.paris-sorbonne.fr/actes/tl2/souquet.pdf ; « http://www.crimic.paris4.sorbonne.fr/actes/tl2/texte-liens2.htm »(Archive.org • Wikiwix • Archive.is • Google • Que faire ?).
- Lionel Souquet, Article « Manuel Puig », Encyclopédie Larousse en ligne